# Pelochelys cantorii
Pelochelys cantorii – gatunek żółwia z rodziny żółwiakowatych (Trionychidae).
Człon nazwy cantorii nadano na cześć duńskiego zoologa Theodore’a Edwarda Cantora.

## Morfologia
Opis
Żółwiak ten posiada płaski twardy pancerz, ale na brzegach jest on otoczony żółtą miękką tkanką. Karapaks jest oliwkowy lub brązowy, czasami posiada ciemne plamki.
Rozmiary
Jest to gatunek żółwiaka, który może osiągać rozmiary ok. 60 cm do nawet 1 m. Żółwiak ten rośnie przez całe życie i największy znaleziony osobnik miał 129 cm.

## Ekologia
Biotop
Występuje w jeziorach, rzekach, ujściach rzek, na brzegach morskich, a czasami w przybrzeżnych wodach morskich.
Pokarm
Ryby, skorupiaki, mięczaki, rośliny wodne. 
Rozmnażanie
Żółwiaki te składają od 24 do nawet 70 jaj, w gniazdach na brzegach rzek lub wybrzeżu morskim.

## Występowanie
Bangladesz, Brunei, Kambodża, Chiny, Indie, Indonezja, Laos, Malezja, Mjanma (Birma), Filipiny, Tajlandia, Wietnam. Populacja z Singapuru wymarła. Populacja z Nowej Gwinei przypisywana dawniej do Pelochelys cantorii w rzeczywistości należy do innego, opisanego w 2002 roku gatunku – Pelochelys signifera.

## Ochrona
Gatunek Pelochelys cantorii znajduje się załączniku II konwencji CITES oraz w aneksie B Rozporządzenia Rady (WE) Nr 338/97 w sprawie handlem dzikimi zwierzętami. Nie można przewozić przez granicę okazów bez pozwolenia Ministra Środowiska, a każdy żółw musi być zarejestrowany w Wydziale Ochrony Środowiska miejscowego starostwa powiatowego w ciągu 14 dni od daty jego nabycia.